# AIM2
AIM2 (от англ. absent in melanoma 2) — белок, участвует в регуляции иммунного ответа. Продукт гена человека AIM2.
Белок входит в особый тип инфламмосом, распознающих инородную бактериальную или вирусную ДНК.

## Функции
Белок входит в семейство цитокинов Ifi202/IFI16, содержащих HIN-200 домен. Экспрессия AIM2 индуцируется интерфероном-гамма.
AIM2 способен к образования особого типа инфламмасом, называемые также ДНК-инфламмасомы по их способности распознавать инородную ДНК за счёт HIN200 домена, который связывает ДНК, и PYD домена, который рекрутирует адаптерный белок ASC, необходимый для формирования инфламмасомы. Олигомеризация комплекса происходит в присутствии бактериальной либо вирусной ДНК, а также собственной повреждённой ДНК. Последнее приводит в результате к аутоиммунной реакции. ASC содержит CARD домен (англ. caspase activation and recruitment domain), который, в свою очередь, рекрутирует прокаспазу-1, что приводит к самоактивации каспазы-1. Активированная каспаза-1 процессирует в активную форму воспалительные цитокины интелейкин-1 бета и интерлейкин-18.

## Структура
Белок AIM2 состоит из 343 аминокислот. Содержит N-терминальный пириновый домен DAPIN (участок 1-87) и C-терминальный HIN-200 домен (участок 138-337), который включает 2 фрагмента, способных связывать олигонуклеотиды.

## Клиническое значение
Повышенный уровень белка AIM2 обнаружен в коже больных псориазом.